# Autumnsong
"Autumnsong" é uma canção da banda britânica de rock Manic Street Preachers, lançada em julho de 2007 como o terceirosingle do álbum Send Away the Tigers, lançado no mesmo ano.
O riff da introdução, feito pelo vocalista e guitarrista James Dean Bradfield, é uma espécie de tributo a Slash, em riffs conhecidos como "Sweet Child O' Mine".
A faixa alcançou a posição 10 na parada de singles do Reino Unido e ficou por três semanas na parada, até chegar a posição 75. Para o single, dois diferentes clipes foram gravados. Um deles apresentou a modelo que foi fotografada em todos os singles do disco.

## Faixas

### CD single
1. "Autumnsong" - 3:40
2. "Red Sleeping Beauty" (cover de McCarthy) - 3:14

### Maxi CD single
1. "Autumnsong" - 3:40
2. "The Long Goodbye" - 2.46 (vocais de Nicky Wire)
3. "Morning Comrades" - 3:12
4. "1404" - 2.27

### CD promocional
1. "Autumnsong" - 3:44
2. "Autumnsong" (instrumental) - 3:42

### 7"
1. "Autumnsong" - 3:40
2. "The Vorticists" - 3:18 (instrumental)

### Download digital
1. "Autumnsong" - 3:40
2. "La Tristesse Durera (Scream to a Sigh)" - ao vivo- 3:54
3. "Autumnsong" (versão acústica) - 3:43
4. "Autumnsong" (ao vivo) - 3:42
5. "Autumnsong" (vídeo) - 3:38

## Ficha técnica
- James Dean Bradfield - vocais, guitarra
- Nicky Wire - baixo
- Sean Moore - bateria